# 오타와 브루크필드 고등학교

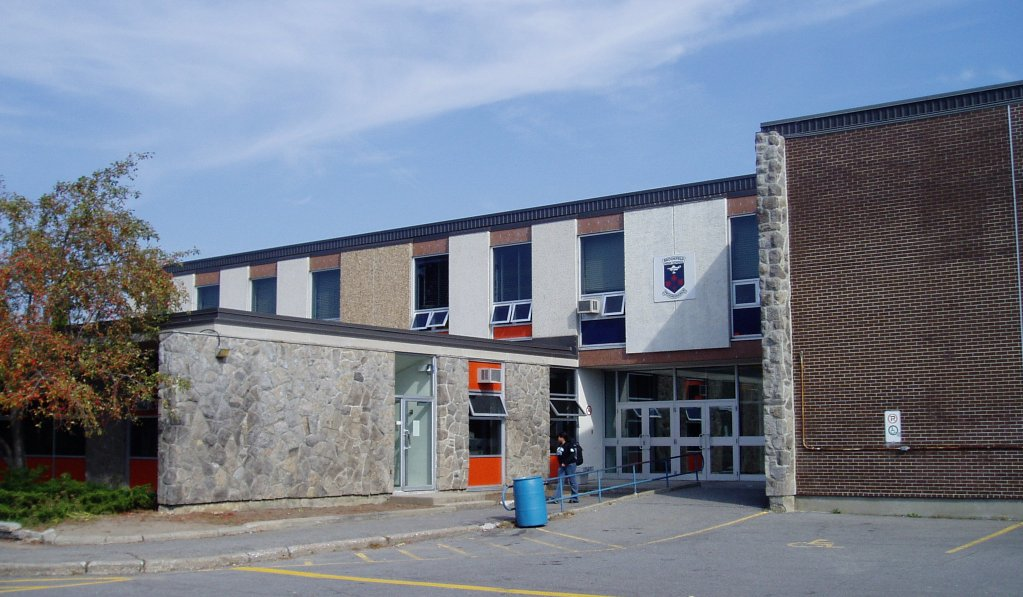
오타와 브루크필드 고등학교

오타와 브루크필드 고등학교(Ottawa Brookfield High School)는 캐나다 온타리오주 오타와에 있는 공립 고등학교이다.

## 개교
이 학교는 1962년에 첫 개교되었다.

## 트리비아
대한민국의 가수 겸 뮤지컬 배우인 김형용(레이먼드 킴)이 1977년 이 학교를 졸업한 바 있고 대한민국의 뮤지컬 배우 겸 연기자인 인병국(브라이언 인)이 2006년 이 학교를 수료한 바 있다.